# Dieter Hoffmann (Historiker)
Dieter Hoffmann (* 11. Dezember 1948 in Berlin) ist ein deutscher Wissenschaftshistoriker, der ein umfangreiches Werk vor allem zur Geschichte der modernen Physik vorzuweisen hat.

## Leben
Hoffmann studierte von 1967 bis 1972 Physik an der Humboldt-Universität zu Berlin, wo er 1976 mit dem Thema Stufen der Wechselwirkung von Wissenschaft und Produktion  Versuch einer Periodisierung am Beispiel der Geschichte der Halbleiterforschung promoviert wurde und sich 1989 auf dem Gebiet der Wissenschaftsgeschichte mit Studien zu Leben und Werk von Ernst Mach (1838 - 1916) habilitierte. Zwischen 1975 und 1991 war er Mitarbeiter des Instituts für Theorie, Geschichte und Organisation der Wissenschaft bei Hubert Laitko an der Akademie der Wissenschaften der DDR. Er gründete zusammen mit Horst Kant 1978 eine Arbeitsgruppe zur Physikgeschichte in der Physikalischen Gesellschaft der DDR, die Kant bis zur Wiedervereinigung 1990 leitete.
Nach der deutschen Wiedervereinigung war er Stipendiat der Alexander von Humboldt-Stiftung und Mitarbeiter der Physikalisch-Technischen Bundesanstalt. Zwischen 1992 und 1995 war er zugleich Mitarbeiter des Forschungsschwerpunkts Wissenschaftsgeschichte in Berlin. Seit 1996 ist er wissenschaftlicher Mitarbeiter am Max-Planck-Institut für Wissenschaftsgeschichte in Berlin und seit 1997 auch Privatdozent an der Humboldt-Universität Berlin. 2010 wurde er in die Deutsche Akademie der Naturforscher Leopoldina gewählt. Für 2020 wurde Hoffmann der Abraham-Pais-Preis der American Physical Society zugesprochen (Laudatio: Für einsichtsvolle, entschlossene, häufig mutige biographische und institutionelle Studien zur Geschichte der deutschen Physik und Technik, von der Weimarer Zeit über die Nazi-Zeit und die Zeit der DDR).

## Ämter
Hoffmann ist in zahlreichen Gremien ehrenamtlich engagiert: er ist stellvertretender Vorsitzender des Fachverbandes Geschichte der Physik der Deutschen Physikalischen Gesellschaft, Mitglied im Wissenschaftlichen Beirat der Georg-Agricola-Gesellschaft und im Fachbeirat der Robert-Havemann-Gesellschaft. Weiterhin ist er Sekretär der Commission on the History of Modern Physics der IUHPS/DHS und Wissenschaftshistorischer Berater der Physikalisch-Technischen Bundesanstalt. Zwischen 1994 und 2002 war er Vorstandsmitglied der Deutschen Gesellschaft für Geschichte der Medizin, Naturwissenschaften und Technik.

## Bücher (Auswahl)
- (Hrsg.): Operation Epsilon : die Farm-Hall-Protokolle : erstmals vollständig, ergänzt um zeitgenössische Briefe und weitere Dokumente der 1945 in England internierten deutschen Atomforscher, GNT-Verlag, Berlin 2023, ISBN 978-3-86225-111-7.
- Einsteins Berlin. vbb – Verlag für Berlin-Brandenburg, Berlin 2018, ISBN 978-3-947215-14-0.
- als Herausgeber: Max Planck und die moderne Physik. (DPG-Symposium. Februar 2008 in Berlin). Springer, Berlin u. a. 2010, ISBN 978-3-540-87844-5.
- als Herausgeber: Max Planck: Annalen papers. Wiley-VCH, Weinheim 2008, ISBN 978-3-527-40819-1.
- Max Planck. Die Entstehung der modernen Physik (= Beck’sche Reihe. 2442). C. H. Beck, München 2008, ISBN 978-3-406-56242-6.
- als Herausgeber mit Mark Walker: Physiker zwischen Autonomie und Anpassung. Die Deutsche Physikalische Gesellschaft im Dritten Reich. Wiley-VCH, Weinheim 2007, ISBN 978-3-527-40585-5.
- Einsteins Berlin. Auf den Spuren eines Genies. Wiley-VCH, Weinheim 2006, ISBN 3-527-40596-8.
- als Herausgeber: Physik im Nachkriegsdeutschland. Harri Deutsch, Frankfurt am Main 2003, ISBN 3-8171-1696-9.
- als Herausgeber mit Kristie Macrakis: Science under socialism. East Germany in comparative perspective. Harvard University Press, Cambridge MA u. a. 1999, ISBN 0-674-79477-X.